# Maria Weigert Brendel
Maria Brendel, geborene Maria Weigert, oft auch als Maria W(eigert) Brendel (* 18. Dezember 1902 in Berlin; † 1994 in New York) war eine deutsch-US-amerikanische Klassische Archäologin.

## Leben und Leistungen

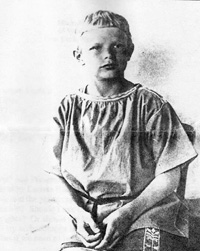
Maria Weigert als Kind

Maria Weigert wurde als Tochter des Richters Erich Weigert (1872–1943) und seiner Ehefrau Charlotte, geb. Salomonsohn (1877–1961), einer Tochter des Bankiers Arthur Salomonsohn, in eine jüdische Familie geboren. Von ihrer Mutter erbte sie einen Drang zur Unabhängigkeit, reiste etwa schon im Alter von 20 Jahren allein nach Ägypten. Im Alter von vier Jahren entwickelte sie eine enge Freundschaft zu ihrem Nachbarsjungen Dietrich Bonhoeffer, mit dem sie auch die Schule in Berlin-Grunewald besuchte. Nachdem Bonhoeffer nach der Volksschule an das Gymnasium gegangen war, wollte Weigert ihm dorthin folgen. Der Besuch eines Gymnasiums war für Mädchen zu dieser Zeit noch nicht normal, doch aufgrund ihres Drängens setzte ihr Vater den Besuch für sie durch. Nach dem Gymnasium schlugen beide verschiedene Wege ein. Weigert ging an die Universität Heidelberg, wo sie bei Ludwig Curtius studierte, einem von wenigen Professoren seiner Fachrichtung zu dieser Zeit, der nicht nur weibliche Studentinnen annahm, sondern diese auch förderte. Während des Studiums lernte sie Otto J. Brendel kennen. Beide wurden schnell ein Paar. Ihre Dissertation verfasste Weigert zum Ludovisischen Thron, konnte diese jedoch nicht abschließen. Als einmal ihr Bruder zu Besuch in Heidelberg war, bemerkte er die Beziehung zu Brendel, was in der Familie Weigert nicht gern gesehen war. Nachdem er die Information an den Vater weiter gegeben hatte, holte dieser Maria Weigert kurz vor dem Abschluss der Promotion zurück nach Berlin. Damit war ihre akademische Karriere beendet. In Berlin bereitete sie die Hochzeit vor, die nach Brendels Promotion 1928 schließlich 1929 gefeiert wurde. Für 1929/30 hatte Otto Brendel das Reisestipendium des Archäologischen Instituts des Deutschen Reiches erhalten, somit reiste das Ehepaar ein Jahr lang im Mittelmeerraum. Es folgten Stationen an der Universität Erlangen 1931, wo beider Tochter Cornelia geboren wurde, und ab 1932 an der Abteilung Rom des Archäologischen Instituts des Deutschen Reiches, wo Ludwig Curtius mittlerweile Direktor war und Brendel sein erster Assistent wurde.
1936 wurde Otto Brendel aus seiner Position entlassen, da er mit einer „Nicht-Arierin“ verheiratet war. Maria Brendel kehrte mit der Tochter trotz aller Gefahren nach Berlin zurück und lebte mit der Unterstützung ihrer Familie unter falschem Namen allein mit der Tochter in einer Wohnung, damit diese unerkannt eine gute Schule in Berlin besuchen konnte. In der Zwischenzeit bemühte sich Otto Brendel um eine Stelle in Großbritannien oder den USA, damit die junge Familie dorthin emigrieren konnte. Nach zeitlich begrenzten Stellen an der Universität Durham, dem Warburg Institute und einer Gastprofessur am Vassar College erhielt er gerade noch rechtzeitig an der Washington University in St. Louis eine feste Stelle als Visiting Assistant Professor of Art and Archaeology. Marie Brendel und ihre Tochter konnten Deutschland gerade noch verlassen und erreichten die USA nach einer abenteuerlichen Reise am 3. September 1939, zwei Tage nach Ausbruch des Zweiten Weltkrieges. 1939 verlor sie auch ihre deutsche Staatsbürgerschaft, wahrscheinlich 1940 wurde sie US-Bürgerin. Von 1941 bis 1956 lebte die Familie in Bloomington, wo Otto an der University of Indiana eine Professur innehatte und zu einem der bedeutendsten und einflussreichsten Archäologen seiner Fachrichtung in den USA werden sollte. Unterbrochen wurde diese Zeit von einem längeren, zweijährigen Aufenthalt von 1949 bis 1951 an der American Academy in Rome. In Rom traf Tochter Cornelia, mittlerweile selbst eine talentierte Malerin, auf den Musiker Lukas Foss, den sie wenig später heiratete. Beider Kinder, Maria Brendels Enkelkinder, sollten ebenfalls eine künstlerische Laufbahn einschlagen: Christopher Brendel Foss wurde Dokumentarfilmer, Eliza Foss Topol Schauspielerin.
1956 nahm Otto Brendel eine Stelle als Professor of Art History and Archaeology am von Rudolf Wittkower geleiteten Department für Kunstgeschichte und Archäologie an der Columbia University in New York an, das zu dieser Zeit als das Beste seiner Art in den USA galt. Ihre Wohnung am Riverside Drive mit Blick auf den Hudson River wurde ein Zentrum für die Altertumswissenschaftler der Stadt und auswärtige Besucher. Zu ihnen gehörten beispielsweise Meyer Schapiro, William Bell Dinsmoor, Edith Porada, Evelyn Harrison, Erika Simon und János Szilágyi. Befreundet waren sie zudem mit Margarete Bieber, die nicht weit von ihnen entfernt wohnte und eine ähnliche Vertreibungsgeschichte aus Deutschland hinter sich hatte. Sie waren Mitglied des Archaeology Club, einer Vereinigung, die sich monatlich in New York, Baltimore oder Princeton traf und zu deren Mitgliedern zu der Zeit unter anderem Dorothy Kent Hill (Walters Art Gallery), Homer A. Thompson, Dorothy Burr Thompson (Institute for Advanced Study), Frances Follin Jones (Princeton Art Gallery) und ebenfalls Evelyn Harrison gehörten. 1973, im Jahr seiner Pensionierung, starb Otto Brendel.
Nach dem Tod ihres Mannes, an dessen Leben und Karriere sie so lange Anteil hatte, begann ein neuer Lebensabschnitt in Maria Brendels Leben. Sie begann nun, das Werk ihres Mannes zu popularisieren. Sie übersetzte seinen Aufsatz Symbolik der Kugel vom Deutschen ins Englische und veröffentlichte ihn 1977 als Monografie. Iphigeneia in Tauris in Euripides and Goethe übersetzte sie aus dem Deutschen ins Englische. Emeline Richardson ermöglichte sie es, Otto Brendels Etruscan Art fertigzustellen, woran er zum Zeitpunkt seines Todes gearbeitet hatte. Francesca Serra Ridgway unterstützte sie bei der Erstellung einer zweiten Auflage. Darüber hinaus war sie an der Erstellung seines Schriftenverzeichnisses und auch an der posthum veröffentlichten Festschrift In Memoriam Otto J. Brendel. Essays in Archaeology and the Humanities zu Ottos Ehren, die eigentlich aus Anlass seines 75. Geburtstages vorbeireitet wurde, beteiligt. Herausgeberinnen der Festschrift waren ihre Freundinnen Helga von Heintze und Larissa Bonfante. Heintze besuchte Maria oft an deren Wohnort im Schwarzwald, Bonfante und deren Mann traf sie bei Besuchen in Florenz. Mit Bonfante, einer vormaligen Doktorandin ihres Mannes, verband sie wie auch schon mit Bieber die gemeinsame Fluchtgeschichte aus Europa vor den faschistischen Regimes. In den letzten Lebensjahren ließ es ihre Gesundheit nicht mehr zu, dass sie größere Reisen unternahm. Sie lebte weiter in der Wohnung in New York, eine aufgrund ihrer Eleganz bekannte Erscheinung sowohl in der Nachbarschaft, als auch am archäologischen Seminar der Columbia University, an dessen kulturellem Leben sie weiterhin teilnahm, und bearbeitete als Nachlassverwalterin die Papiere Otto Brendels. Daneben korrespondierte sie mit Freunden und Bekannten in aller Welt.
Obgleich selbst eine talentierte Archäologin, unterbanden äußere Umstände die akademische Karriere Maria Brendels. Ihre Arbeiten als Übersetzerin und Nachlassverwalterin seiner Werke und Arbeiten waren indes von nachhaltiger Bedeutung. Ebenso von Bedeutung war ihre Rolle in einem Netzwerk international agierender Altertumswissenschaftler, insbesondere der Generation der durch Flucht und Vertreibung aus Europa in die USA Gekommenen und den nunmehrigen US-Kollegen, aber auch zur internationalen Schülergeneration dieser Forscher.

## Übersetzungen
- Otto J. Brendel: Symbolism of the sphere. A contribution to the history of earlier Greek Philosophy (= Études préliminaires aux religions orientales dans l'empire romain. Band 67). Brill, Leiden 1977, ISBN 90-04-05266-6.